# Laofangshen
Laofangshen (kinesiska: 老房身, 老房身乡) är en socken i Kina. Den ligger i den autonoma regionen Inre Mongoliet, i den norra delen av landet, omkring 650 kilometer nordost om regionhuvudstaden Hohhot.
Genomsnittlig årsnederbörd är 521 millimeter. Den regnigaste månaden är juni, med i genomsnitt 150 mm nederbörd, och den torraste är februari, med 4 mm nederbörd.